# La Parole aux négresses
La Parole aux négresses est un livre fondateur du féminisme africain francophone de l'anthropologue sénégalaise Awa Thiam, publié en 1978, préfacé par Benoîte Groult. C'est un ouvrage précurseur de l'intersectionnalité  exposant la spécificité du féminisme des femmes noires dans le mouvement féministe d'un point de vue francophone. Il est composé d'entretiens donnant la parole aux femmes noires concernées. Il aborde notamment les sujets de l'excision, l'infibulation, la stérilisation forcée, la polygamie ou le blanchiment de la peau, ainsi que les origines socioculturelles des asservissements subis par les femmes noires.

## Contexte

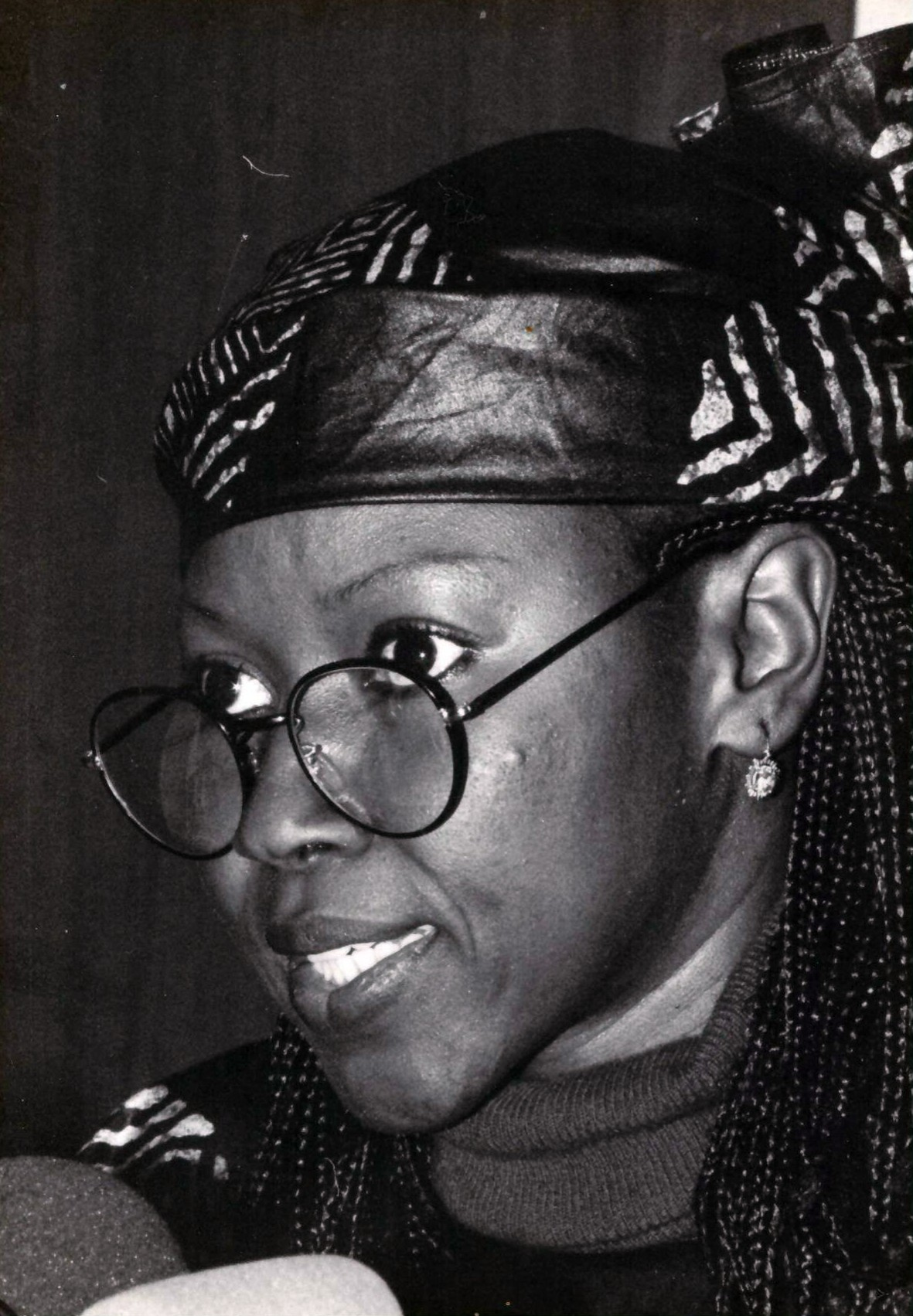
Awa Thiam.

Awa Thiam est la première féministe à formuler en 1978, alors qu’elle était étudiante à la Sorbonne, la question du positionnement des femmes noires francophones dans le mouvement féministe, produisant une première base théorique de l'intersectionnalité. L'essai Ne suis-je pas une femme ? de bell hooks est publié en 1981 et Kimberlé Williams Crenshaw ne popularise le concept d'intersectionnalité qu'en 1989.
Awa Thiam explique que les femmes noires souffrent de plusieurs oppressions simultanément et les problèmes spécifiques qu'elles rencontrent ne sont pas traités au sein du mouvement féministe blanc et occidental. Selon Brunell et ses collègues (2017), Thiam explique que cette asymétrie existe presque à tous les échelons : « La lutte des femmes noires et celle des femmes blanches ne se situe pas au même niveau. […] Les premières ont à lutter contre le colonialisme ou le néo-colonialisme, le capitalisme et le système patriarcal. Les dernières luttent uniquement contre le capitalisme et le patriarcat » (Thiam, 1978).

## Structure
Le livre est un mélange de réflexions féministes et d’enquêtes sociologiques (entretiens menés avec des femmes africaines) et préfacé par Benoite Groult,.
La première partie intitulée Les Mots des négresses du livre traite de la nécessité pour les femmes africaines d'utiliser leurs propres paroles pour décrire leurs vécus, afin de ne plus être « racontées par d'autres », notamment par les hommes qui dans leurs familles décident de leur vie et ne sont pas enclins à les laisser parler pour elles-mêmes.
La deuxième partie intitulée Les Maux des négresses énumère les différents problèmes auxquels sont confrontées les Africaines : mutilations génitales telles que clitoridectomie et infibulation, analphabétisme, grossesses précoces, stérilisation forcée, polygamie, mariage forcé, blanchiment de la peau et influence de la religion,.

Awa Thiam questionne ensuite dans la partie Féminismes et Révolution le véritable pouvoir émancipateur du féminisme occidental et les rapports entretenus avec les luttes des femmes en Afrique. Elle dresse un état des lieux et en tire un constat : les luttes des femmes africaines ne sont pas les mêmes que celles de leurs consœurs occidentales : 
Là où l’Européenne se plaint d’être doublement opprimée, la Négresse l’est triplement. Oppression de par son sexe, de par sa classe, et de par sa race. Sexisme – Racisme – Existence de classes sociales (capitalisme, colonialisme ou néo-colonialisme).
Elle conclut par la nécessité pour les femmes africaines de porter leurs propres revendications par l'écriture et la parole, pour qu'elle ne leur soit plus confisquée. Elle plaide aussi en faveur d'une sororité entre le féminisme africain et le féminisme occidental blanc.

Dans la dernière partie du livre, elle esquisse des pistes d'actions, qui passent par une prise de parole indépendante et une préparation à lutter pour l'émancipation:
En d’autres termes, nous dirons qu’il s’agit non d’une course de vitesse, mais d’une course de fond. Que les femmes s’arment en conséquence pour la mener à bien.

## Réception
Son livre est considéré comme un livre fondateur du féminisme noir francophone. Awa devient membre fondatrice de la Commission de l’Abolition de la Mutilation sexuelle, puis ministre de la Santé et de l’Action sociale au Sénégal à la suite de la publication de son livre. Le livre est traduit en anglais en 1986 avec le titre Speak out, Black sisters, Feminism and oppression in Black Africa,.
À la suite de la publication du livre, véritable appel aux témoignages et prises de paroles des femmes africaines, de nombreuses autrices commencent à écrire en employant la première personne dans leurs récits et fictions. Elles s'emparent également de sujets considérés comme tabous : Okouassai ou mal de mère de Kakou Okloomi aborde la question de la stérilité, Le Baobab fou (1984) de Ken Bugul, celui de la prostitution, Fureurs et cris de femmes de Angèle Rawiri les fausses couches mais aussi l'homosexualité féminine. La voix du salut d'Aminata Maiga Ka traite de la polygamie, tout comme Une si longue lettre de Mariama Bâ publiée en 1979,.
Le livre n'était plus disponible, mais a été réédité en France, et au Sénégal en 2024.